# 8330 Фіцрой
8330 Фіцрой (8330 Fitzroy) — астероїд головного поясу, відкритий 28 березня 1982 року.
Тіссеранів параметр щодо Юпітера — 3,186.